# Philip Fotheringham-Parker
Philip Fotheringham-Parker (* 22. September 1907 Beckenham; † 15. Oktober 1981 in Beckley) war ein britischer Autorennfahrer.

## Karriere
Philip Fotheringham-Parker war Fabriksdirektor und bestritt in seiner Freizeit Autorennen. Sein größter Erfolg in den 1940er-Jahren war der zweite Rang bei der Wakefield Trophy in Curragh.
1951 fuhr er mit einem Maserati 4CLT den Großen Preis von Großbritannien und musste das Rennen nach einem Defekt an der Ölpumpe vorzeitig aufgeben. Eine Woche später gewann er mit dem gleichen Auto den Scottish Grand Prix, ein schwach besetztes Nebenrennen, das nicht zur Automobil-Weltmeisterschaft zählte. Neben der Rallye Monte Carlo, die er 1954 auf einem Ford Zephyr bestritt, war er 1953 bei den 24 Stunden von Le Mans am Start. Mit Sydney Allard fuhr er dessen Allard J2X. Das Duo lag kurzzeitig in Führung, ehe ein Bremsdefekt die beiden zur Aufgabe zwang.

## Statistik

### Statistik in der Automobil-Weltmeisterschaft
Diese Statistik umfasst alle Teilnahmen des Fahrers an der Automobil-Weltmeisterschaft, die heutzutage als Formel-1-Weltmeisterschaft bezeichnet wird.

#### Gesamtübersicht
| Saison | Team                       | Chassis       | Motor            | Rennen | Siege | Zweiter | Dritter | Poles | schn. Rennrunden | Punkte | WM-Pos. |
| ------ | -------------------------- | ------------- | ---------------- | ------ | ----- | ------- | ------- | ----- | ---------------- | ------ | ------- |
| 1951   | Philip Fotheringham-Parker | Maserati 4CLT | Maserati 1.5 L4s | 1      | −     | −       | −       | −     | −                | −      | NC      |
| Gesamt | Gesamt                     | Gesamt        | Gesamt           | 1      | −     | −       | −       | −     | −                | −      |         |

#### Einzelergebnisse
| Saison | 1 | 2 | 3 | 4   | 5 | 6 | 7 | 8 |
| ------ | - | - | - | --- | - | - | - | - |
| 1951   |   |   |   |     |   |   |   |   |
|        |   |   |   | DNF |   |   |   |   |

| Legende  | Legende            | Legende                                                          |
| Farbe    | Abkürzung          | Bedeutung                                                        |
| -------- | ------------------ | ---------------------------------------------------------------- |
| Gold     | –                  | Sieg                                                             |
| Silber   | –                  | 2. Platz                                                         |
| Bronze   | –                  | 3. Platz                                                         |
| Grün     | –                  | Platzierung in den Punkten                                       |
| Blau     | –                  | Klassifiziert außerhalb der Punkteränge                          |
| Violett  | DNF                | Rennen nicht beendet (did not finish)                            |
| Violett  | NC                 | nicht klassifiziert (not classified)                             |
| Rot      | DNQ                | nicht qualifiziert (did not qualify)                             |
| Rot      | DNPQ               | in Vorqualifikation gescheitert (did not pre-qualify)            |
| Schwarz  | DSQ                | disqualifiziert (disqualified)                                   |
| Weiß     | DNS                | nicht am Start (did not start)                                   |
| Weiß     | WD                 | zurückgezogen (withdrawn)                                        |
| Hellblau | PO                 | nur am Training teilgenommen (practiced only)                    |
| Hellblau | TD                 | Freitags-Testfahrer (test driver)                                |
| ohne     | DNP                | nicht am Training teilgenommen (did not practice)                |
| ohne     | INJ                | verletzt oder krank (injured)                                    |
| ohne     | EX                 | ausgeschlossen (excluded)                                        |
| ohne     | DNA                | nicht erschienen (did not arrive)                                |
| ohne     | C                  | Rennen abgesagt (cancelled)                                      |
| ohne     | keine WM-Teilnahme |                                                                  |
| sonstige | P/fett             | Pole-Position                                                    |
| sonstige | 1/2/3/4/5/6/7/8    | Punktplatzierung im Sprint-/Qualifikationsrennen                 |
| sonstige | SR/kursiv          | Schnellste Rennrunde                                             |
| sonstige | *                  | nicht im Ziel, aufgrund der zurückgelegten Distanz aber gewertet |
| sonstige | ()                 | Streichresultate                                                 |
| sonstige | unterstrichen      | Führender in der Gesamtwertung                                   |

### Le-Mans-Ergebnisse
| Jahr | Team                  | Fahrzeug   | Teamkollege   | Platzierung | Ausfallgrund |
| ---- | --------------------- | ---------- | ------------- | ----------- | ------------ |
| 1953 | Allard Motors Company | Allard J2R | Sydney Allard | Ausfall     | Bremsdefekt  |

### Einzelergebnisse in der Sportwagen-Weltmeisterschaft
| Saison | Team             | Rennwagen                   | 1   | 2   | 3   | 4   | 5   | 6   | 7   |
| ------ | ---------------- | --------------------------- | --- | --- | --- | --- | --- | --- | --- |
| 1953   | Allard Tom Meyer | Allard J2R Aston Martin DB3 | SEB | MIM | LEM | SPA | NÜR | RTT | CAP |
| 1953   | Allard Tom Meyer | Allard J2R Aston Martin DB3 |     |     | DNF | DNF |     |     |     |